# Knähakens naturreservat
Knähaken är ett marint naturreservat i Öresund utanför Råå i Helsingborg, liksom namnet på en badstrand i samma stad. Knähaken är Sveriges första kommunala marina naturreservat, men man finner ytterligare 17 längs den svenska kusten.

## Naturreservatet
Knähaken blev naturreservat den 7 februari 2001, men har undersökts och beskrivits sedan 1896. Området är 13,7 kvadratkilometer stort och sträcker sig från i nivå med Sydhamnen i norr till Rydebäck i söder. Det är beläget i Öresunds djuphavsränna på 30 meters djup, där man kan finna en korallrevsliknande miljö med över 530 arter av ryggradslösa djur. Att ett så rikt djurliv har kunnat uppstå på platsen beror troligen på de kraftiga strömmarna i kombination med en regelbunden vattentemperatur och ett stabilt salthaltsförhållande. Även den hårda havsbottnen och en hög syrehalt bidrar till artrikedomen. Platsen utgör den södra gränsen för högmarina bottendjur i Öresund. 
Den art som har störst förekomst i området är Hästmusslan, Modiolus modiolus, vilket gjort att djurlivet i området fått namnet Modiolus-samhället. Den långlivade hästmusslan skapar även goda förutsättningar för flera andra arter genom att bilda fläckvisa aggregat på havsbottnen. Detta har gjort att bottnen koloniserats av en rik epifauna. Förutom dessa mindre aggregat bildar hästmusslorna även större musselbankar i vilkas närhet mjukbotten skapas, där flera representanter av Haploops-samhället kan hittas. Troligen är kombinationen av Modiolus-samhällen i samband med Haploops-samhällen väldigt ovanlig. Även mindre förekomster av Amphiura-, Abra-, och Venus (Chamelea)-samhällen kan hittas inom reservatet. Alltså finns representanter för alla djupa bottenfaunasamhällen som förekommer i Öresund och södra Kattegatt. Reservatet har också en rik förekomst av olika tagghudingar. Bland övriga arter som förekommer i området finns ormstjärna, Ophiopholis auelata, solstjärna, sjögurka, havsborstmask, rörmask, krabba, eremitkräfta och dödmanshand. Bland de fiskarter som kan påträffas i områdes finns klorocka och havskatt.
Numera utnyttjas Knähakenområdet främst av ett småskaligt sport- och yrkesfiske, men provtagningsverksamheten är också omfattande.

## Knähakenbadet
Knähaken är även benämningen på den strand som ligger söder om Bulkhamnen vid Högasten, norr om Råå. 56°0′21″N 12°43′7″Ö / 56.00583°N 12.71861°Ö Stranden är Helsingborgs enda naturistbad och består av en ungefär 200 meter lång sandstrand norr om Råå vallar. Badet ligger avskiljt i en bukt och döljs av en brant slänt inåt land.